# せきやてつじ
せきや てつじ（1969年10月12日 - ）は、日本の漫画家。

## 経歴
福岡県北九州市出身。福岡大学を中退の後、映画専門学校を卒業してCM制作会社に就職。『バンビ〜ノ!』初期における主人公・伴省吾が自信とプライドを打ち砕かれ、自分の不甲斐なさを実感するという展開や描写はCM制作会社でのせきや本人の経験が元になっているとの事である。
2000年、『ジャンゴ』（モーニング、原案：木葉功一）で初連載。日本テレビ放送網が実写ドラマ化した『バンビ〜ノ!』で第53回（平成19年度）小学館漫画賞一般向け部門受賞。その『‐セコンド』最終13巻で、担当編集が3回変わったこと、結婚し離婚、再婚したことを明らかにし、元妻と現在の妻への謝辞を述べている。
地元北九州市への貢献活動もしており、北九州市立美術館のマスコットキャラクター「モアートくん」をデザインしている。また2014年2月、北九州市文化大使を委嘱された。

## 作風
代表作の『バンビ〜ノ!』や、『おうどうもん』では作品のモチーフ（それぞれイタリア料理、麻雀）を軸として主人公の成長や周囲との関わりをシリアスに描く一方、主人公や一部主要登場人物の性格付け含めて物語のそこかしこにコミカルな描写を差し挟むなどして、物語に緩急を付けていた。2013年から連載を開始した最新作『火線上のハテルマ』は主人公の成長を描くという点はこれまでと同様ながらも、その主人公が悲痛な過去に苦悩する生真面目な日本人青年で、内容も主人公が世界各国を股にかけて活躍するボディーガード組織に身を投じ、様々な危険と対峙するという極めて重厚なもののためか、コミカルさはかなり抑えられている。

## 主な作品

### 連載
- ジャンゴ（原案：木葉功一、『モーニング』2000年44号 - 2001年13号、全2巻）
- ラスベガスキング（『近代麻雀』2001年 - 不定期、2019年2月号[4] - 2019年4月号[5]、全1巻）
- おうどうもん（『近代麻雀ゴールド』2002年8月号 - 2004年8月号、全2巻）
- バンビ〜ノ!（『ビッグコミックスピリッツ』2005年2号 - 2009年13号、全15巻）
- バンビ〜ノ! SECONDO（『ビッグコミックスピリッツ』2009年19号 - 2013年3号、全13巻）
- 火線上のハテルマ（『ビッグコミックスピリッツ』2013年36・37合併号[6] - 2016年9号[7]、全8巻）
- 僕たちの新世界（『別冊ヤングチャンピオン』2017年5月号[8] - 2018年10月号 、全3巻）
- 寿エンパイア（『マンガワン』2019年9月18日[9] - 連載中、既刊10巻）

### 読切
- ぼくたちの事（『月刊!スピリッツ』2016年9月号[10]） - 単行本未収録。
- 西荻ストラッド（『別冊ヤングチャンピオン』2016年9月号[11]） - 単行本未収録。
- チェンジ!（『モーニング』2017年29号[12]） - 単行本未収録。